# 許士林
許士林，又作仕林，字夢蛟，是中國四大民间传说之一《白蛇傳》中的角色之一，是《白蛇傳》中許仙與白娘子（白素貞）之子。

## 簡介
由於是民間故事，版本眾多，此為較流行者，大意如下。
宋代時，白蛇精與其婢女青蛇精在人間遊玩，白蛇精化名為白素貞，將婢女取名為小青。素貞與餘杭的藥商許仙相戀而結婚，生下了許士林，因許士林出生時，父親許仙夢見一蛟龍飛過士林院，故將此子取名許士林，字夢蛟。
鎮江金山寺方丈法海得知許仙的妻子是妖怪，大為震怒，憑藉法術，要拆散白娘子與許仙，白娘子引西湖之水來淹金山寺，卻仍不敵法海，被禁錮於雷峰塔下。白娘子哀求：「大師開恩，我有小兒，無人養育。」法海指著塔前鐵樹，說：「此鐵樹開花，汝即解脫。」白娘子在臨別時，交代逃脫的小青，嫁給許仙為妾，以照顧許仙與士林。
二十年后许士林高中状元，衣锦还乡，小青帶著士林塔前探母，士林慟絕，跪倒在地，將皇帝御賜的「簪花」官帽掛在鐵樹之上，相當於「鐵樹開花」，應了法海的預言，於是雷峰塔倒塌，白娘子也得以釋放，與許仙、小青、許士林一家四口團聚。
“许士林救母”也成为江苏、浙江两地著名的民间故事。